# 彼得·塔夫
‌
彼得·塔夫（英語：Peter Taaffe；1942年4月7日—2025年4月23日）是英国的一个托洛茨基主义政治活动家，曾长期担任社会党及其前身战斗倾向的总书记。
塔夫出生于柴郡伯肯黑德。他的父亲是一名钣金工人，在他很小的时候就去世了。塔夫和他的5个兄弟姐妹在贫困中长大。小时候，塔夫在睡觉时，家里的天花板突然塌陷，砸在他身上，他的鼻子因此留下一道永久的疤痕。他离开学校后最早的工作之一是在利物浦市议会财政部门工作。
1964年，塔夫创办托派报纸《战斗报》，并成为该报的首任编辑。他因是“打入主义”团体“战斗倾向”的重要成员而广为人知。1983年，塔夫与《战斗报》编辑委员会的其他4名成员一同被英国工党开除党籍。
据利物浦市议会副领袖德里克·哈顿称，塔夫在1983年—1987年对利物浦市议会的政策制定具有重要影响，并参与制定战斗派在1988年—1991年对人头税的应对策略。